# Kelsey Chow
Kelsey Chow, född 9 september 1991 i Columbia, South Carolina, är en amerikansk skådespelerska. Hon är känd för sin roll som Mikayla i Disney XD:s Par i kungar. Hon har två yngre syskon. Sedan 2010 studerar Chow vid Columbia University i New York City.

## Film
- My Sweet Misery
- The Amazing Spider-Man
- The Wine of Summer
- 2013 – Run
- 2017 – Wind River
- 2024 – Don't Move

## TV
- One Tree Hill
- The Suite Life of Zack & Cody
- Den Brother
- par i kungar
- Disney's Friends for Change Games
- Punk'd
- Baby Daddy
- Hieroglyph
- Teen wolf
- 2018–2020 – Yellowstone (TV-serie)
- 2020 – Fargo (TV-serie)